# Академічна вулиця (Мінськ)
Академічна — вулиця в Мінську.

## Історія
На початку 2010-х років на перетині провулка Козлова з вулицями Козлова та Академічної — були зроблені дворівневі транспортні розв'язки.
Також до кінця червня 2011 року — було завершено встановлення світлодіодних ліхтарів (26 шт.) — від проспекту Незалежності до вулиці Платонова.

## Розташування
Від проспекту Незалежності до провулку Козлова.

## Транспорт
Громадський — автобус: 20, 37, 59, 76э; тролейбус: 33, 34, 35, 92; на перетині з проспектом Незалежності станція метро «Академія наук».

## Будівлі

### Ліва (непарна сторона)
- 1 — Інститут історії Національної академії наук Білорусі[3].
- 27 — Інститут генетики і цитології Національної академії наук Білорусі.